# Cristian Font Calderón
Cristian Font Calderón (Castellón de la Plana, 23 de julio de 1969) es un diplomático español. Fue embajador de España en Guinea, (2020-2003), y en Sierra Leona (2021-2023).

## Biografía
Cristian nació el 23 de julio de 1969, en la ciudad española de Castellón de la Plana.
Realizó su formación primaria en el Colegio Obispo Climent, y la secundaria en el IES Penyagolosa.
Comenzó sus estudios universitarios en el Colegio Universitario de Castellón - CUC, poco antes de la creación de la Universidad Jaime I. Tras realizar estudios en la Universidad Autónoma de Madrid, obtuvo la licenciatura en Derecho.

### Carrera diplomática
En 1995, ingresó en la Escuela Diplomática y aprobó la oposición de Administrador A8 de la Comisión Europea.
Font comenzó trabajando en el Ministerio de Asuntos Exteriores, concretamente en el Gabinete del Secretario de Estado para la Unión Europea y en la Dirección General de Política Exterior para Iberoamérica y el Caribe. Posteriormente, estuvo destinado en las embajadas de España en Guinea Ecuatorial, Vietnam, Panamá y Grecia. Fue nombrado Cónsul General en Argel, y de regreso a Madrid, fue director de Tribuna Americana de la Casa de América; y Jefe del Departamento de Cooperación con África Subsahariana en la Agencia Española de Cooperación Internacional para el Desarrollo - AECID (2018-2020).
Ha sido embajador de España en Guinea (2020-2023), con acreditación en Sierra Leona (2021-2023).